# District de Mocuba
Le district de Mocuba est une subdivision administrative de la province de Zambézie au nord du Mozambique. En 2007, sa population est de 306 543 habitants.

## Source de la traduction
- (it) Cet article est partiellement ou en totalité issu de l’article de Wikipédia en italien intitulé « Distretto di Mocuba » (voir la liste des auteurs).